# Petiveria alliacea
Petiveria es un género monotípico de plantas fanerógamas perteneciente a la familia Petiveriaceae.  Su única especie, el anamú (Petiveria alliacea), es originaria de Norteamérica, Centroamérica, las Antillas y Sudamérica tropical. En Perú es conocida como mucura.

## Descripción
Es un arbusto que tiene los tallos erectos, alcanzando un tamaño de 3-20 cm, pubescentes a glabros. Las hojas: con estípulas de 2 mm; pecíolo 0.4-2 cm, las hojas elípticas a oblongas u obovadas, de 20×7 cm, base aguda a cuneada, ápice acuminado o agudo a obtuso o redondeado. Las inflorescencias a menudo caídas, de 0.8-4 dm; pedúnculo 1-4 cm, pedicelo 0.5-2 mm. Las flores de color blanco o verde a rosado, linear-lanceoladas a linear-oblongas, de 3.5-6 mm; ovario tomentoso. Los frutos son aquenios estriados.

## Distribución y hábitat
La floración se produce durante todo el año hacia el sur, hacia el norte esta ocurre en primavera-otoño. Se encuentra en huertas, bosques, bancales, matorrales, basurales, claros, a una altitud de  0-40 metros, en Florida, Texas, México  y en las regiones cálidas del Nuevo Mundo, hasta Argentina.

## Taxonomía
Petiveria alliacea fue descrita por Carlos Linneo y publicado en Species Plantarum 1: 342, en el año 1753.
Citología
El número cromosomático es de: 2 n = 36, 72.
Variedades aceptadas
- Petiveria alliacea var. tetrandra (Ortega) Hauman

Sinonimia
- Petiveria alliacea var. grandifolia Moq.
- Petiveria alliacea var. octandra (L.) Moq.
- Petiveria corrientina Rojas
- Petiveria foetida Salisb.
- Petiveria hexandria Sessé & Moc.
- Petiveria ochroleuca Moq.
- Petiveria octandra L.
- Petiveria paraguayensis D.Parodi[7]
- Petiveria tetrandra Gomes[8]

## Importancia económica cultural
Las hojas de Petiveria alliacea tienen un olor aliáceo cuando se aplastan. La planta contamina la leche y la carne de animales que pastan en ella y también puede inducir el aborto.
En el diccionario de Emiliano Tejera titulado Palabras indígenas de la isla de Santo Domingo se compila que esta es una 'yerba muy hedionda que cuando el ganado la come, la carne adquiere el hedor de la yerba'. La yerba se llama anamú en el idioma taíno hablado en la isla de Santo Domingo durante la época precolombina.

### Uso en la medicina tradicional
Se utiliza toda la planta.

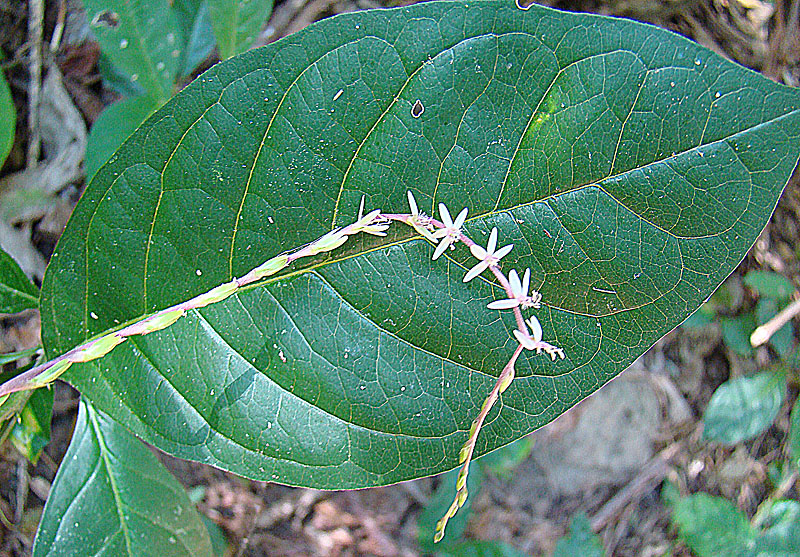
Hoja de Petiveria alliacea.

Algunos estudios científicos han estudiado las propiedades antitumorales de extractos de esta planta.
En la medicina tradicional amazónica en Perú, se utilizan las hojas frescas en infusiones, macerados y baños herbales.

### Metabolitos secundarios
Los estudios farmacológicos han determinado la presencia de compuestos en la planta como:

- Polisulfuros: Representan los principales constituyentes aislados de P. alliacea. El primer compuesto biológicamente activo con azufre fue el trisulfuro de bencilo 2-hidroxietilo. Posteriormente, el fraccionamiento guiado por bioensayo de las raíces de P. alliacea se identificó el bencil-2-hidroxietil disulfuro. El trisulfuro de dibencilo (DTS) se ha aislado con frecuencia de diversas preparaciones obtenidas de P. alliacea, principalmente de las raíces. El DTS posee un gran número de actividades biológicas reportadas, como anticancerígenas y antimicrobianas. Además, el disulfuro de dibencilo (DBDS) y otros polisulfuros, como el sulfuro de hidroximetilo y bencilo, el sulfuro de dibencilo, el tetrasulfuro de dibencilo, el di(benciltritio)metano y el disulfuro de dipropilo, también se identificaron en diversos extractos obtenidos de la especie.El aceite esencial contiene también (petiverina)
- Flavonoides: Se encontraron flavonoides y derivados de flavonoides en el extracto etanólico de partes aéreas de P. alliacea, concretamente 6-formil-8-metil-7-O-metilpinocembrina (leridal), 6-hidroximetil-8-metil-7-O-metilpinocembrina (leridol), 6-hidroximetil-8-metil-5,7-di-O-metilpinocembrina (5-O-metilleridol), además de 3-O-ramnósidos de dihidrokampferol (engeletina), dihidroquercetina (alstibina) y miricetina. Además, el fraccionamiento del extracto etanólico permitió el aislamiento de 7-desmetilleridal, leridalchalcona, petiveral y 4-etilpetiveral.
También contiene glucósidos saponínicos de triterpenos: (isoarborinol, acetato de isoarborinol, cinamato de isoarborinol), esteroides, alcaloides, y taninos. No obstante, existen variaciones cualitativas y cuantitativas en los compuestos principales según la región de recolección y la temporada de recolección de las partes de la planta.

## Nombres comunes
- Anamú,[9] hierba de gallinitas, ipacina, payche, zorrillo, apacin, mapurite,calauchin o tipí
- Mucuracaá, guiné, pipí[14]
- En Perú: Mucura